# سهيل (الطويلة)

تعديل مصدري - تعديل

سهيل هي إحدى قرى عزلة لاعة بمديرية الطويلة التابعة لمحافظة المحويت، بلغ تعداد سكانها 225 نسمة حسب تعداد اليمن لعام 2004.